# Vincennes (Indiana)
Vincennes ist eine City im US-Bundesstaat Indiana und ist County Seat des Knox Countys.
Im Jahr 2010 wurden 18.423 Einwohner gezählt.

## Geographie
Vincennes liegt am Wabash River, etwa 80 Kilometer nördlich von Evansville.
Nach den Angaben des United States Census Bureaus hat die Stadt eine Fläche von 18,6 km², wovon 18,4 km² auf Land und 0,2 km² (= 0,97 %) auf Wasserflächen entfallen.
Die Stadt liegt am Kreuzungspunkt von U.S. Highway 50 und U.S. Highway 41. Von Norden her kommend, verläuft U.S. Highway 150 von Terre Haute bis Vincennes gemeinsam mit U.S. 41 und von der Kreuzung ab gemeinsam mit dem Highway 50 in Richtung Washington, Indiana ostwärts.
Zwei Eisenbahnlinien schneiden sich ebenfalls hier.

## Geschichte
Spätestens seit 1702 diente Vincennes, die älteste Stadt in Indiana, als französischer Pelzhandelsposten. Der Ort wurde 1732 im Rahmen der Sicherung des Ohiotals gegen britische Expansionen als Fort befestigt, das nach seinem ersten Befehlshaber, François-Marie Bissot de Vincennes, benannt wurde. Seit dem Ende des Siebenjährigen Krieges 1763 gehörte die Siedlung zu Großbritannien, behielt aber noch lange ihre französische Prägung bei.

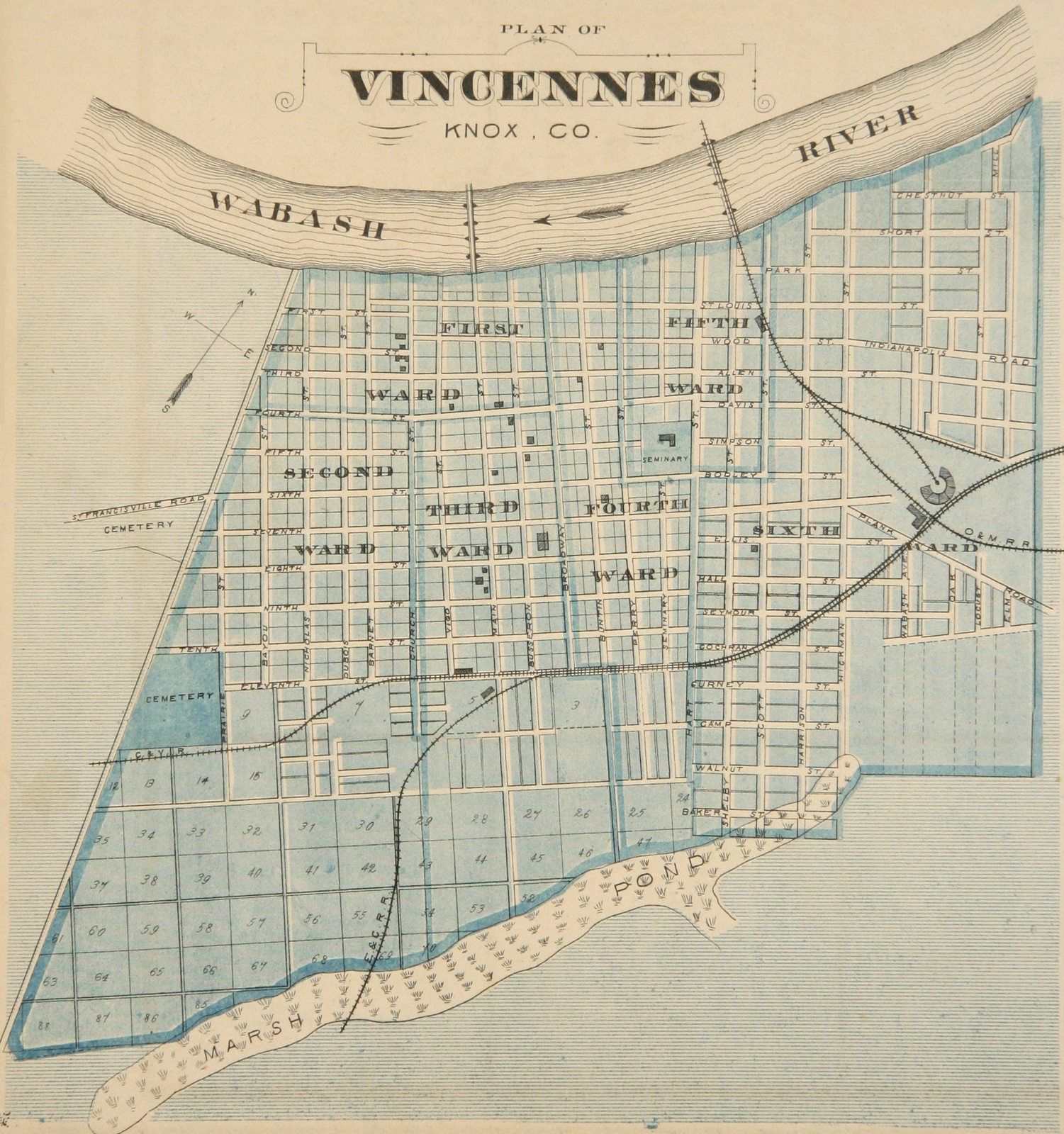
Plan von Vincennes, 1876

Von den Briten wurde die Siedlung Fort Sackville genannt. 1778 kam es hier zu einem Aufstand der französischstämmigen Bewohner unter Unterstützung der lokalen Indianerstämme, die sich mit den nach Unabhängigkeit strebenden Kolonien verbündeten; der Aufstand wurde durch britischen Soldaten niedergeschlagen, die aus Detroit entsandt worden waren. Die Siedlung wurde durch den amerikanischen Pionier George Rogers Clark am 25. Februar 1779 zurückgewonnen. Die Ereignisse dieser Zeit werden in dem 1901 erschienenen Roman Alice of Old Vincennes von Maurice Thompson beschrieben.
Um 1800 wurde der Ort Hauptstadt des neu gegründeten Indiana-Territoriums und Sitz des Gouverneurs William Henry Harrison, dem späteren neunten Präsidenten der Vereinigten Staaten, der hier in dem Anwesen Grouseland residierte. Bereits 1801 wurde die Jefferson Academy gegründet, aus der später die Vincennes University wurde, eine der ältesten Hochschuleinrichtungen der USA.

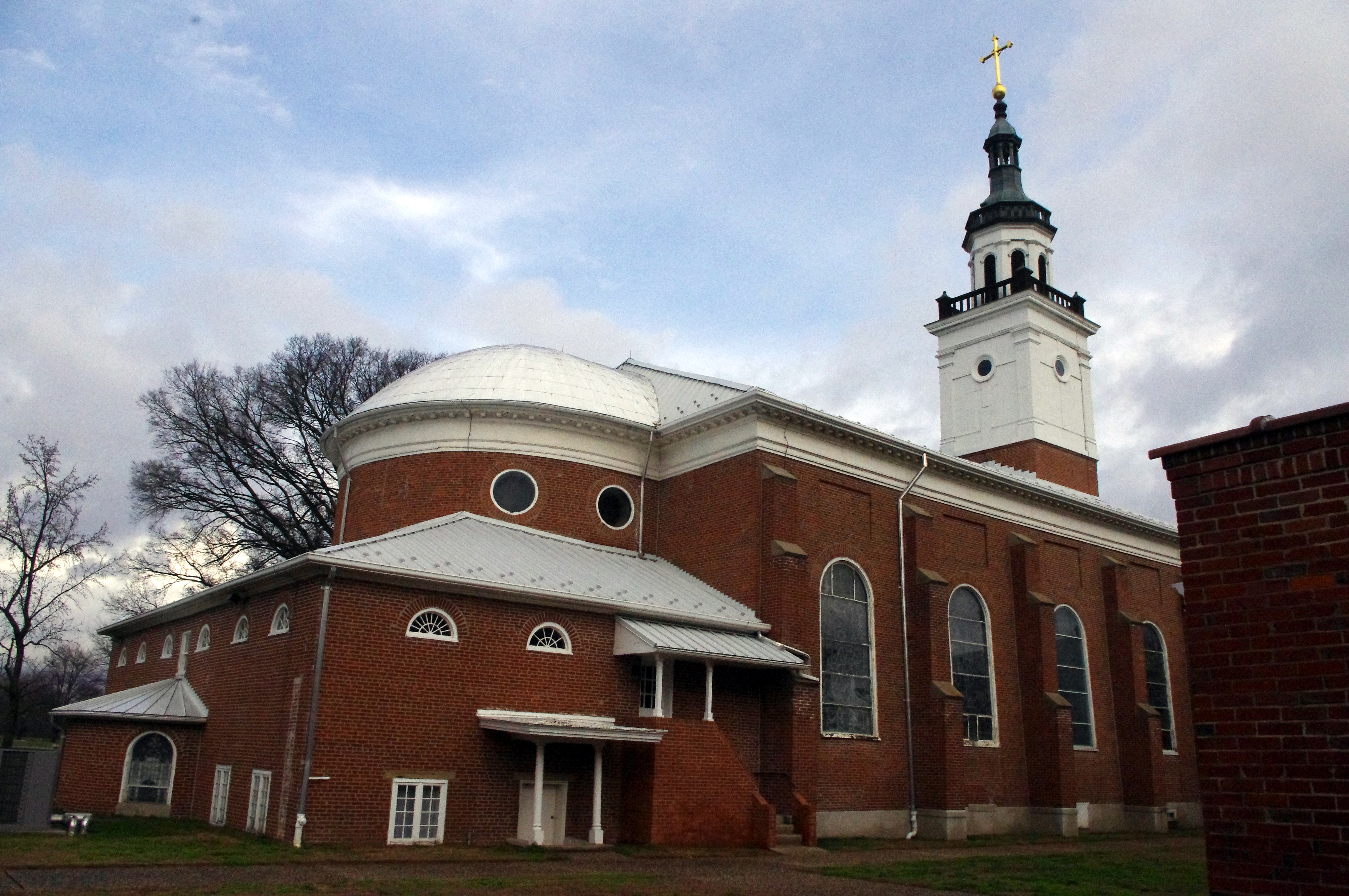
St. Francis Xavier-Basilika

Zwischen 1834 und 1898 war Vincennes Sitz eines römisch-katholischen Bischofs, dessen Kathedrale die Basilika St. Franz Xaver war (Basilica minor seit 1970). Der Bischofssitz wurde nach Indianapolis verlegt, wo heute das Erzbistum Indianapolis seinen Sitz hat. Vincennes wurde Titularbistum der römisch-katholischen Kirche.

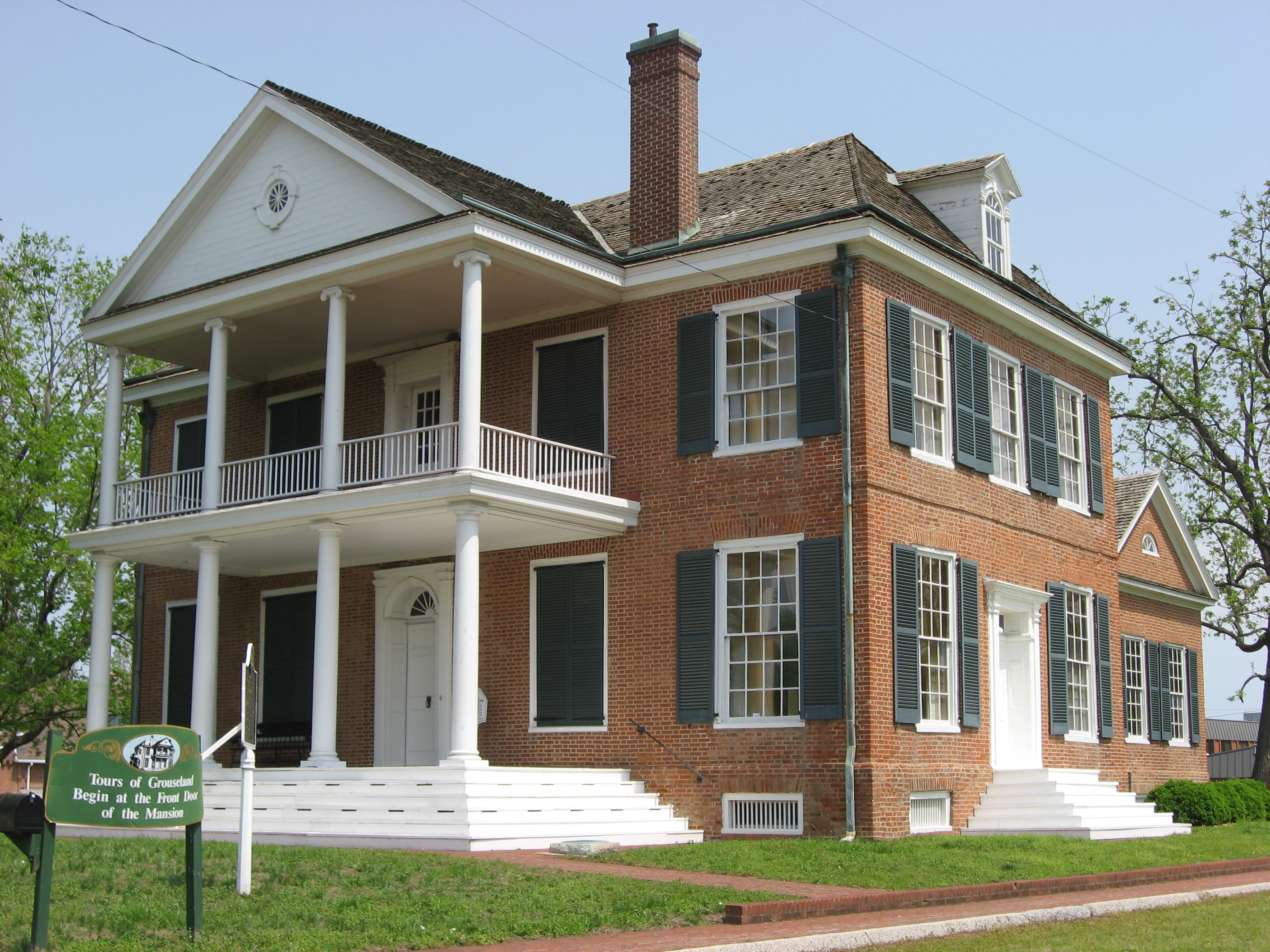
Grouseland (2011)

In Vincennes liegt mit dem Anwesen Grouseland eine National Historic Landmark. Dieses Haus diente dem späteren Präsidenten William Henry Harrison als Residenz, während er Gouverneur des Indiana-Territoriums war. Der National Park Service weist für die Stadt insgesamt 13 Bauwerke und Stätten aus, die im National Register of Historic Places (NRHP) eingetragen sind (Stand 30. November 2018).

## Demographie
Zum Zeitpunkt des United States Census 2000 bewohnten 18.701 Personen die Stadt. Die Bevölkerungsdichte betrug 1011,3 Personen pro km². Es gab 8574 Wohneinheiten, durchschnittlich 463,6 pro km². Die Bevölkerung Vincennes’ bestand zu 94,34 % aus Weißen, 3,28 % Schwarzen oder African American, 0,25 % Native American, 0,72 % Asian, 0,06 % Pacific Islander, 0,48 % gaben an, anderen Rassen anzugehören und 0,88 % nannten zwei oder mehr Rassen. 1,02 % der Bevölkerung erklärten, Hispanos oder Latinos jeglicher Rasse zu sein.
Die Bewohner von Vincennes verteilten sich auf 7614 Haushalte, von denen in 26,3 % Kinder unter 18 Jahren lebten. 40,8 % der Haushalte stellen Verheiratete, 12,4 % hatten einen weiblichen Haushaltsvorstand ohne Ehemann und 43,1 % bildeten keine Familien. 35,8 % der Haushalte bestanden aus Einzelpersonen und in 14,9 % aller Haushalte lebte jemand im Alter von 65 Jahren oder mehr alleine. Die durchschnittliche Haushaltsgröße betrug 2,20 und die durchschnittliche Familiengröße 2,85 Personen.
Die Stadtbevölkerung verteilte sich auf 20,0 % Minderjährige, 20,5 % 18–24-Jährige, 24,0 % 25–44-Jährige, 20,3 % 45–64-Jährige und 15,1 % im Alter von 65 Jahren oder mehr. Das Durchschnittsalter betrug 33 Jahre. Auf jeweils 100 Frauen entfielen 98,6 Männer. Bei den über 18-Jährigen entfielen auf 100 Frauen 97,3 Männer.
Das mittlere Haushaltseinkommen in Vincennes betrug 26.289 US-Dollar und das mittlere Familieneinkommen erreichte die Höhe von 35.424 US-Dollar. Das Durchschnittseinkommen der Männer betrug 27.029 US-Dollar, gegenüber 20.254 US-Dollar bei den Frauen. Das Pro-Kopf-Einkommen in Hoquiam war 14.993 US-Dollar. 20,7 % der Bevölkerung und 15,0 % der Familien hatten ein Einkommen unterhalb der Armutsgrenze, davon waren 25,9 % der Minderjährigen und 12,7 % der Altersgruppe 65 Jahre und mehr betroffen.

## Sonstiges
Mehrere Schiffe der United States Navy tragen den Namen USS Vincennes.

## Städtepartnerschaften
Vincennes ist mit der gleichnamigen Stadt Vincennes in Frankreich und mit der deutschen Stadt Wasserburg am Inn durch Städtepartnerschaften verbunden.

## Söhne und Töchter der Stadt
- Henry Dodge (1782–1867), Politiker
- John Scott Harrison (1804–1878), Politiker
- George W. Jones (1804–1896), US-Senator
- Sarah Knox Taylor (1814–1835), Tochter des 12. Präsidenten der USA, Zachary Taylor und erste Ehefrau des Politikers Jefferson Davis
- Charles Solomon Huffman (1865–1960), Politiker
- Robert M. McCracken (1874–1934), Politiker
- Narcissa Niblack Thorne (1882–1966), Miniaturkünstlerin
- E. Wallace Chadwick (1884–1969), Politiker
- Buck Jones (1891–1942), Schauspieler
- Alice Terry (1899–1987), Schauspielerin
- Alvy Moore (1921–1997), Schauspieler
- Joseph E. Smadel (1907–1963), Mediziner und Virologe
- Red Skelton (1913–1997), Komiker
- Jane Jarvis (1915–2010), Pianistin, Organistin und Komponistin
- Joseph W. Barr (1918–1996), Finanzminister unter Lyndon B. Johnson
- William Edward Phipps (1922–2018), Schauspieler
- William F. Miller (1925–2017), Informatiker, Wirtschaftswissenschaftler und Wissenschaftsmanager
- J. Freeman Gilbert (1931–2014), Geophysiker
- Abigail Padgett (* 1942), Autorin

## Nachweise
1. ↑  City of Vincennes, Indiana, abgerufen am 3. März 2017
2. ↑  citypopulation.de
3. ↑  List of NHLs by State. National Park Service, abgerufen am 30. November 2018.
Suchmaske Datenbank im National Register Information System. National Park Service, abgerufen am 30. November.